# تارونی ساچدیو
تارونی ساچدیو (انگلیسی: Taruni Sachdev؛ ‏ ۱۴ مهٔ ۱۹۹۸ – ۱۴ مهٔ ۲۰۱۲) مدل، و بازیگر اهل هند بود. وی بین سال‌های ۲۰۰۳ تا ۲۰۱۲ میلادی فعالیت می‌کرد.
از فیلم‌ها یا مجموعه‌های تلویزیونی که وی در آن‌ها نقش داشته‌است می‌توان به پدر اشاره نمود.